# Johann Baptist Cratz
Johann Baptist Cratz (auch Kratz) (* 30. Juli 1779 in Oestrich; † 15. April 1858 ebenda) war ein deutscher Weingutsbesitzer und Abgeordneter.

## Leben
Cratz war der Sohn des Oberschultheißen Eucharius Joseph Cratz († vor 1825) und dessen Ehefrau Maria Barbara geborene Baratzi (Barazzi) (* 13. März 1742 in Oestrich; † 15. April 1828 ebenda), der Tochter des Kaufmanns Karl Alois Baratzi und dessen Ehefrau Elisabeth Frenzioni. Cratz, der katholischer Konfession war, heiratete am 26. April 1801 in Winkel Catharina geborene Krayer (* 24. Januar 1777 in Winkel; † 11. Februar 1840 in Oestrich), die Tochter des Johann Adam Krayer und der Anna Maria Beringer.
Cratz lebte als Weingutsbesitzer und Gastwirt in Oestrich. 
1846–1848 war er Mitglied der Deputiertenkammer des Landtages des Herzogtums Nassau, gewählt aus der Gruppe der Grundbesitzer, Wahlkreis Wiesbaden. 1848 wurde er Mitglied des Frankfurter Vorparlaments.